# Domowina

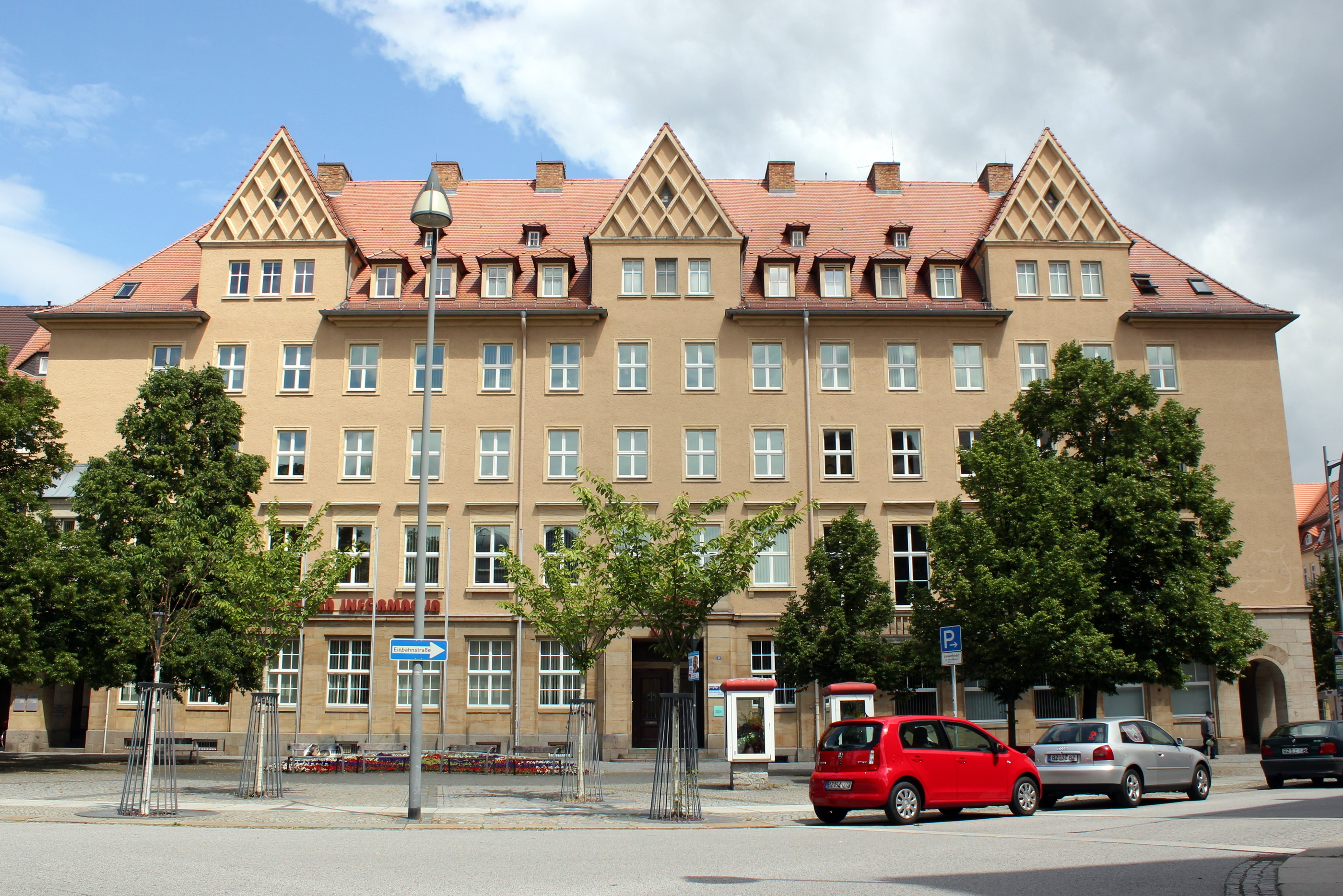
Le siège de la Domowina à Bautzen.

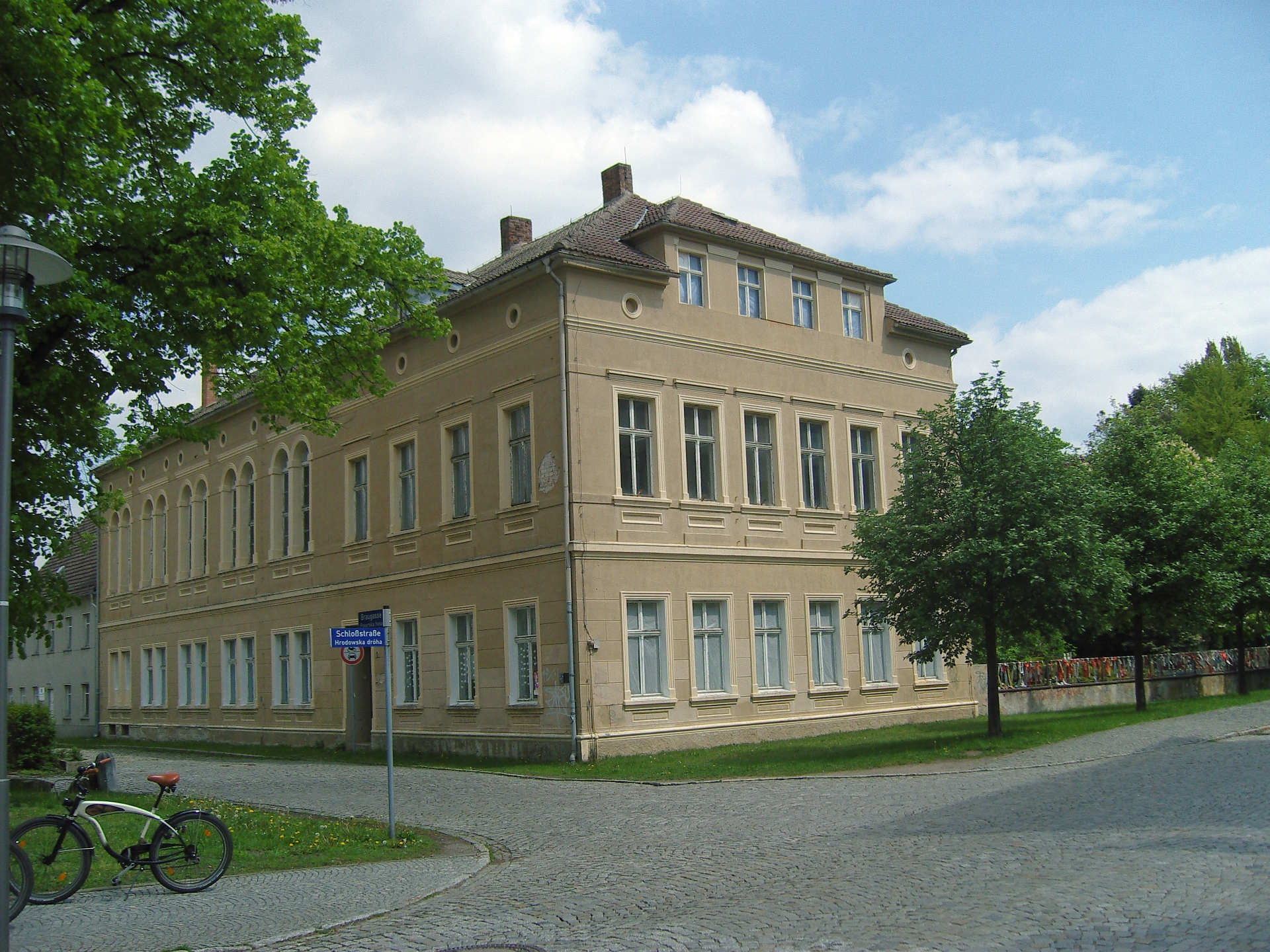
Lieu où fut fondée la Domowina à Hoyerswerda.

La Domowina (en bas-sorabe : Zwězk Łužyskich Serbow zt ; en haut-sorabe : Zwjazk Łužiskich Serbow zt ; en français : Fédération des Sorabes de Lusace), est l'organisation culturelle regroupant les associations et organismes sorabes basés à Bautzen en Lusace. La Domowina fut fondée en 1912. Son nom est composé à partir du mot dom qui signifie demeure ou maison en sorabe et dans la plupart des langues slaves.
L'objectif de la Domowina est la défense des intérêts politiques des 60 000 Sorabes ou plus généralement des Wendes vivant en Allemagne et la sauvegarde ainsi que la diffusion culturelle de la langue sorabe.
La Domowina exerce ses activités essentiellement dans les régions allemandes de la Saxe et de Brandebourg.
Dès le début du XXe siècle, les Sorabes s'organisèrent pour préserver leur identité, leur culture et leur patrimoine au sein d'associations locales, notamment à Bautzen, Kamenz et Hoyerswerda. Sous la République de Weimar, les Sorabes développèrent leur engagement culturel au sein d'organismes culturels tels que la Domowina ou la société savante Maćica Serbska. Cette société savante fut interdite sous le régime nazi.  Après la Seconde Guerre mondiale, la région de la Lusace fut occupée par les forces soviétiques. L'organisme culturel Maćica Serbska reprit ses activités sous l'autorité de la Domowina.
En 1951, la création de l'Institut sorabe reprit officiellement la majeure partie des activités scientifiques et culturelles de la Maćica Serbska au sein de la Domowina.

## Siège et bureaux
La Domowina fut fondée à Hoyerswerda en 1912. Son siège est installé dans la ville de Bautzen.
Bureaux régionaux
- Serbski dom Budyšin (Haus der Sorben Bautzen / Maison des Sorabes Bautzen), Bautzen
- Serbski dom Chośebuz (Wendisches Haus Cottbus / Maison des Wendes de Cottbus), Cottbus

Bureaux locaux
- Bureau de Kamenz à Crostwitz
- Bureau de Hoyerswerda
- Bureau de Bautzen
- Bureau de Weißwasser/Niesky à Schleife

## Présidents
| Période   | Président       |
| --------- | --------------- |
| 1912-1927 | Arnošt Bart     |
| 1927-1930 | Jakub Šewčik    |
| 1930-1933 | Jan Křižan      |
| 1933-1950 | Pawoł Nedo      |
| 1951-173  | Kurt Krjeńc     |
| 1964-1990 | Jurij Grós      |
| 1990-1991 | Bjarnat Cyž     |
| 1991-1992 | Jan Pawoł Nagel |
| 1993-2000 | Jakub Brankačk  |
| 2000-2011 | Jan Nuk         |
| 2011-     | Dawid Statnik   |